# NGC 4455
NGC 4455 is een balkspiraalstelsel in het sterrenbeeld Hoofdhaar. Het hemelobject werd op 10 april 1785 ontdekt door de Duits-Britse astronoom William Herschel.

## Synoniemen
- UGC 7603
- IRAS 12262+2305
- MCG 4-30-1
- KAZ 390
- ZWG 129.2
- WAS 57
- KUG 1226+231
- PGC 41066